# Peisar
Peisar är en ort i Azerbajdzjan.   Den ligger i distriktet Astara Rayonu, i den sydöstra delen av landet, 220 km söder om huvudstaden Baku. Antalet invånare är 4 702.
Terrängen runt Peisar är platt åt nordost, men åt sydväst är den kuperad. Runt Peisar är det ganska tätbefolkat, med 129 invånare per kvadratkilometer.. Närmaste större samhälle är Lankaran, 16,3 km norr om Peisar.
Omgivningarna runt Peisar är en mosaik av jordbruksmark och naturlig växtlighet.